# Tang (værktøj)
 For alternative betydninger, se Tang. (Se også artikler, som begynder med Tang)
Tang, værktøj af forskellig udformning til gribning eller fastholdelse af emner. I det følgende er opsummeret en del forskellige tænger, hvoraf flertallet bruges af træsmede:
Afbider, Afbidertang, Afbrækningstang, Antiktang = spejltang, Babytang, Bagtang, Bidetang, Bidtang, Bindetang = Moniertang, Bolttang = Boltudtrækker, Fiksertang, Fladtang, Fortang = høvlebænktang, Glastang, Hejltang (der ikke er en tang), Holdetang, Hovtang, Hulglastang, Høvlebænktang, Indspændingstang, Knibetang, Knibtang, Knivtang, Kombitang, Låseringstang = seegerringstang, Moniertang, Nibtang, Nippeltang, Nippetang, Niptang, Oppindetang, Papegøjenæb, Papegøjenæbstang, Papegøjetang, Planketang, Polygribtang, Rabitztang, Rundtang, Rørtang, Savlægger, Savudlægger, Savudlæggerjern, Savudlæggertang, Seegerringstang, Sideafbider, Sidebidetang, Sidelænds bidetang, Skævbider, Snabeltang, Spidstang, Spændetang, Trækruetang, Trådbidetang, Trådglastang, Udlæggertang = savudlægger, Udtrækstang, Vandpumpetang, Vidertang, Vinkeltang.

## Ekstern Henvisning
- http://www.baskholm.dk/haandbog/haandbog.html Arkiveret 16. september 2008 hos  Wayback Machine Træsmedens Håndværktøj